# Rufino (pel·lícula)
Rufino, és un curt de ficció dirigit per Octavi Masià Antolí i interpretat per Luis Ciges que va ser nominat a la categoria millor curtmetratge de ficció als Premis Goya de l'any 1998 que va guanyar el curt Un día perfecto de Jacobo Rispa.
El curt, rodat en castellà, anglés, francés i valeninglis narra les peripècies de Rufino, que per cobrar un rebut, es veu implicat en la destrucció d'un transbordador espacial i acaba camí de l'Àrtida en un submarí nuclear francés.
Rodat a Alcoi i Madrid, utilitza com a escenari exteriors de la ciutat d'Alcoi així com la Llotja Sant Jordi de Santiago Calatrava, de la que també s'utilitza la seua sala de maquinària. Per a altres interiors també és utilitzat el bar del llar del pensionista d'Alcoi, un ascensor cedit per l'empresa OTIS i els estudis d'Antena 3.
El curt va comptar amb la subvenció de la Generalitat Valenciana, Canal 9 i la Fundació Le Casse d'Alcoi amb la col·laboració de l'ajuntament d'Alcoi i d'Antena 3.

## Fitxa tècnica
- Pel·lícula: 35 mm.
- Decorats: David Vilaplana